# José Casado del Alisal
José Casado del Alisal (Villada, Palència, 1832 - Madrid, 8 d'octubre del 1886) fou un pintor i acadèmic castellà, deixeble de Federico de Madrazo. Els seus personatges tingueren una vigorosa caracterització i fou retratista, sobretot de polítics de la seva època.
Va fer els primers estudis a l'Escola de dibuix de Palència. Es traslladà a Madrid i fou alumne de la Reial Acadèmia de Belles Arts de San Fernando sota la direcció de Federico de Madrazo. El 1855 presentà l'obra Resurrección de Lázaro amb la quà aconseguí una beca per anar a Roma. A l'Exposició Nacional de Belles Arts de 1858 presentà un quadre amb el títol de Muerte del Conde de Saldaña que tingué menció honorífica; en l'actualitat es troba al Museu Nacional.
A l'Exposició de 1862 hi presentà dos estudis que titulà Un prisionero y Seríramis en el infierno del Dante, l'un, i l'altre que representava Ultimos momentos de Don Fernando IV el Emplazado. Obtingué el primer premi amb aquesta darrera obra, que també es conserva al Museu Nacional. Prorrogada la seva pensió, passà a França a pintar l'encàrrec de El juramento de las Cortes de Cádiz en 1810 per al Congrés dels Diputats. Aquesta obra figurà també a l'Exposició del 1862. A l'Exposició Nacional de Belles Arts de 1864 presentà La rendició de Bailén, una obra de grans dimensions inspirada en la composició de la Rendició de Breda de Velázquez.
El 1871 acabà un altre gran llenç, La jura de la Constitución ante las Cortes españolas por el Rey D. Amadeo I de Saboya, on hi va fer nombrosos retrats.
En 1873 Casado fou anomenat nou director de l'Acadèmia Espanyola de Belles Arts de Roma. Després presentà obres a l'Exposició de Roma de 1875, a l'Exposició de París de 1878 i a l'Exposició Nacional de Madrid del 1881. També va fer encàrrecs privats.